# Rebkrankheiten und Schädlinge im Weinbau
Rebkrankheiten wie auch Schädlinge beeinträchtigen den Ertrag der Rebe, wie deren Wachstum. Als Rebkrankheiten bezeichnet man alle Schäden am Rebstock, die durch Pilz-, Viren- oder Bakterienbefall hervorgerufen werden. Doch auch Krankheiten, welche auf Grund von Nährstoffmangel hervorgerufen werden, können zu der Kategorie „Rebkrankheiten“ gezählt werden.
Die Bekämpfung solcher Schäden sind ein Hauptproblem im Weinbau. Gegen Infektionen eine durch Pilze kann der Winzer Fungizide einsetzen, während er bei einem Befall durch Bakterien und Viren meist machtlos ist. Im schlimmsten Fall sterben Teile des Rebstocks ab, oder gar die gesamte Rebe.

## Übersicht Rebkrankheiten
| Krankheiten             | Infektion und Krankheitsbild |
| ----------------------- | --- |

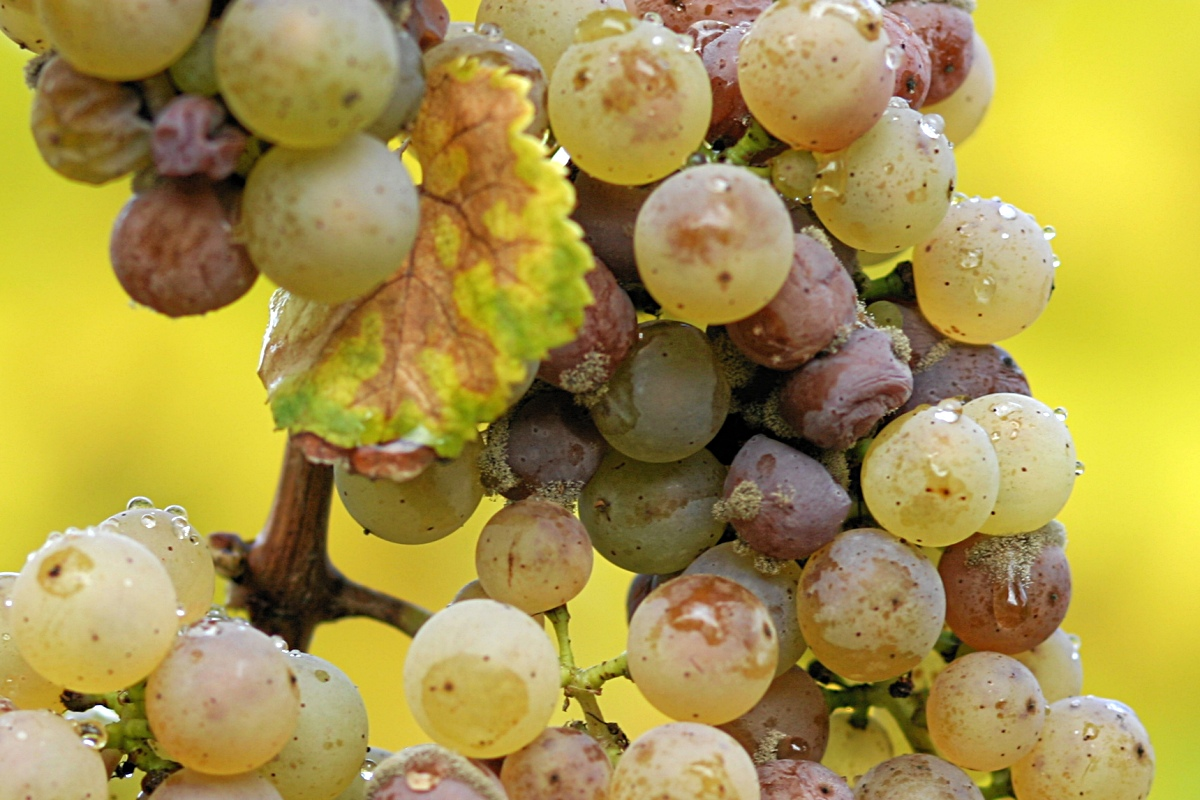
Grauschimmelbefall an einer Rieslingrebe

| Rebenperonospora        | Zu Beginn Infektion der Rebblätter über Pilzsporen vom Boden, feucht-warme Witterungsverhältnisse fördern die Ausbreitung des Pilzes, Erstes Anzeichen: Ölflecken, eine kreisrunde Aufhellung befallener Blattpartien, Später ein typischer Pilzrasen auf der Blattunterseite, Starker Peronospora-Befall des Rebstocks         |
| Grauschimmel            | Hohes Infektionsrisiko bei feuchten Witterungsverhältnisse, bei Besiedlung von Beeren- und Traubenstiele fallen die Trauben schon vor der Lese ab, bei Befall von lesereifen Trauben erhält man die gewünschte Edelfäule, aus solchen Trauben können hochedele Qualitäten wie Auslese produziert werden                         |
| Echter Mehltau          | Alle grüne Teile des Rebstocks können befallen werden, die Krankheit lässt sich am deutlichsten vom Beerenbefall ableiten, der Großteil der Beeren ist mit einem weiß-grauen Pilzbelag überzogen, vergleichbar mit Mehl, heiße Tage und kühle Nächte fördern die Ausbreitung des Pilzes,                                        |
| Schwarzfleckenkrankheit | Tritt besonders in der Winterzeit, der Zeit des Rebschnitts auf, Symptome sind deutliche Ausbleichung, lanzettförmigen Längsrisse, Verschorfung, Vielzahl von mikroskopisch kleiner Sporenbehälter, die Krankheit breitet sich nur langsam aus, da die Sporen über Wassertropfen verbreitet werden                              |
| Roter Brenner           | Erkennbar an Rot-braun gefärbten Blattränder, welche meist zum Teil schon abgestorben sind, gelb bis grüne Bereiche zum Blattinneren hin, lassen den Rebstock wie verbrannt aussehen |
| Eutypiose               | Wird durch Schadpilz verursacht, befällt nicht nur Reben, sondern auch Aprikosen und Johannisbeeren, führt zum Absterben der Rebe, Symptome sind Kleinblättrigkeit und Besenwuchs |
| Esca-Krankheit          | Befällt hauptsächlich ältere Rebanlagen, typische Blattsyptome sind absterben des Blattes |
| Pilze an der Rebwurzel  | Der Wurzel-Schimmel-Erreger verursacht an der Rebe Rückgangs- und Absterbeerscheinungen, besiedeln alte und junge Wurzeln, treten als typische fächerartige Myzelplaques und als kleine Fruchtkörper an der Wurzel oder unter der Wurzelrinde auf, eine ungünstiger Standort, bsp. Staunässe, erhöhen das Risiko der Erkrankung |

## Viren
Eine Infektion der Rebwurzel durch Viren kann den Ertrag stark vermindern. Diese Viren werden durch Fadenwürmer (Nematoden) von der einen auf die andere Pflanzen übertragen. Diesen Virenkomplex bekämpft man, indem ausschließlich gesunde Pflanzen genutzt werden, ähnlich wie bei einer Baumschule, und indem man den Weinberg zwischen dem Roden und der Wiederbepflanzung brach liegen lässt. Es ist darauf zu achten, dass möglichst alle Wurzeln beseitigt werden, um den Nematoden die Lebensgrundlage zu entziehen und sie auszuhungern zu lassen. Weil die Behandlung des Bodens mit nematodenabtötenden Mitteln (Nematiziden) umweltschädlich ist, wird diese Maßnahme in manchen Länder, wie z. B. Deutschland, untersagt und in anderen Ländern, wie Frankreich, nur kontrolliert eingesetzt.

## Bakterien

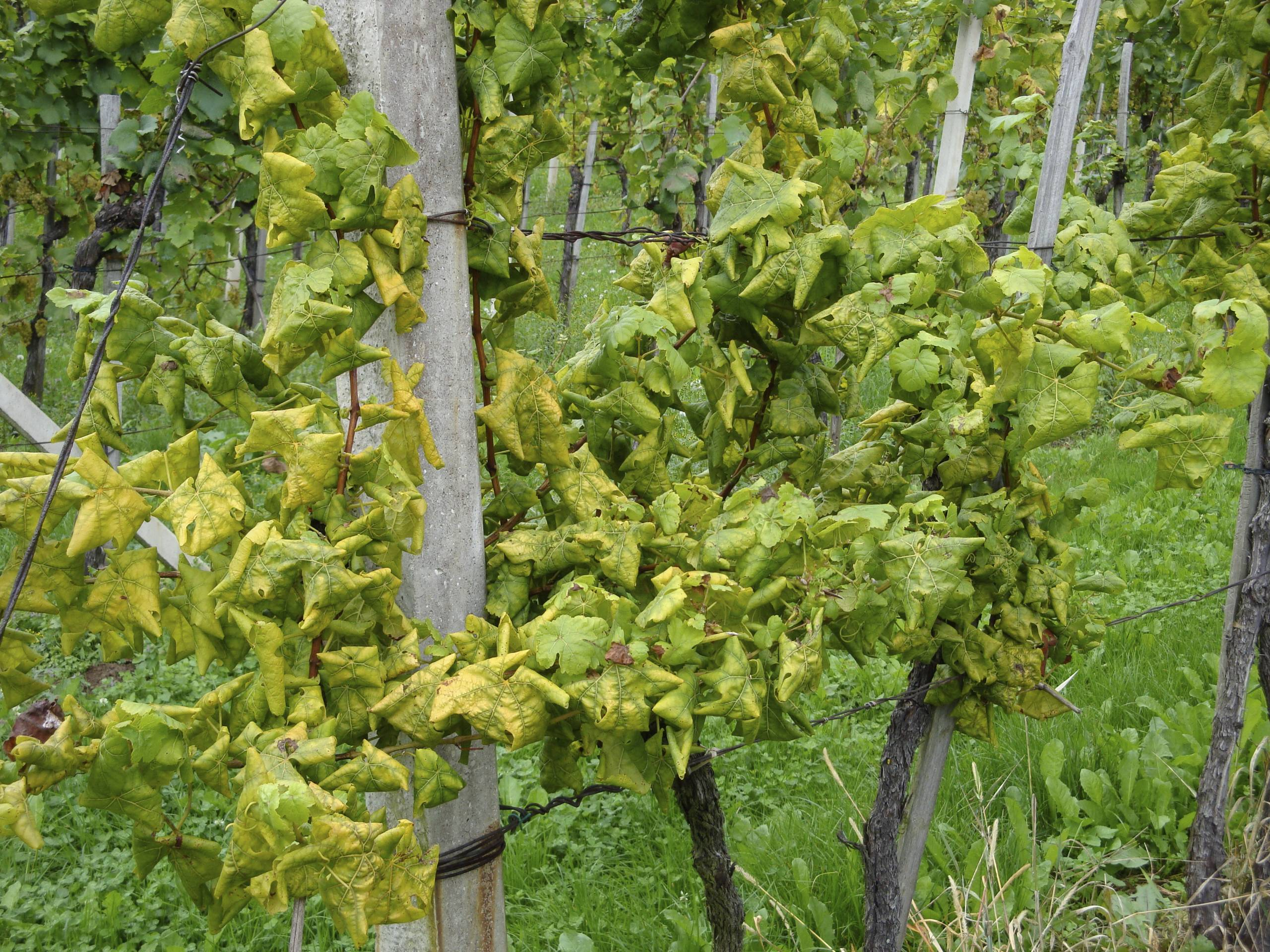
Das Ausmaß der Goldgelbe Vergilbung an einer Weinrebe

Die Zwei bedeutenden Rebkrankheiten im Weinbau werden durch Phytoplasmen verursacht. In den USA verursacht beispielsweise die Pierce’s Disease große Schäden an den Weinreben, die Goldgelbe Vergilbung tritt vor allem im Süden Frankreichs auf. Einige der Schadpilze greifen den Stamm an, was dazu führen kann, dass die Pflanze abstirbt, andere schädigen die grünen Teile der Rebe, wie Blätter, Trieb und Trauben.
Zu ersten Gruppen gehören die Krankheiten Esca und Eutypa.

## Pilze
Pilze greifen meist bei der Rebe die Wurzeln an. Bei der Beseitigung muss man folglich alle abgestorbene Rebstöcke verbrennen, da diese sonst ein neues Infektionsrisiko darstellen. Um einen Pilzbefall vorzubeugen, müssen die Winzer den Rebstock so anschneiden, dass keine großen Wunden entstehen, da diese sonst ein Tor für Pilze bieten.

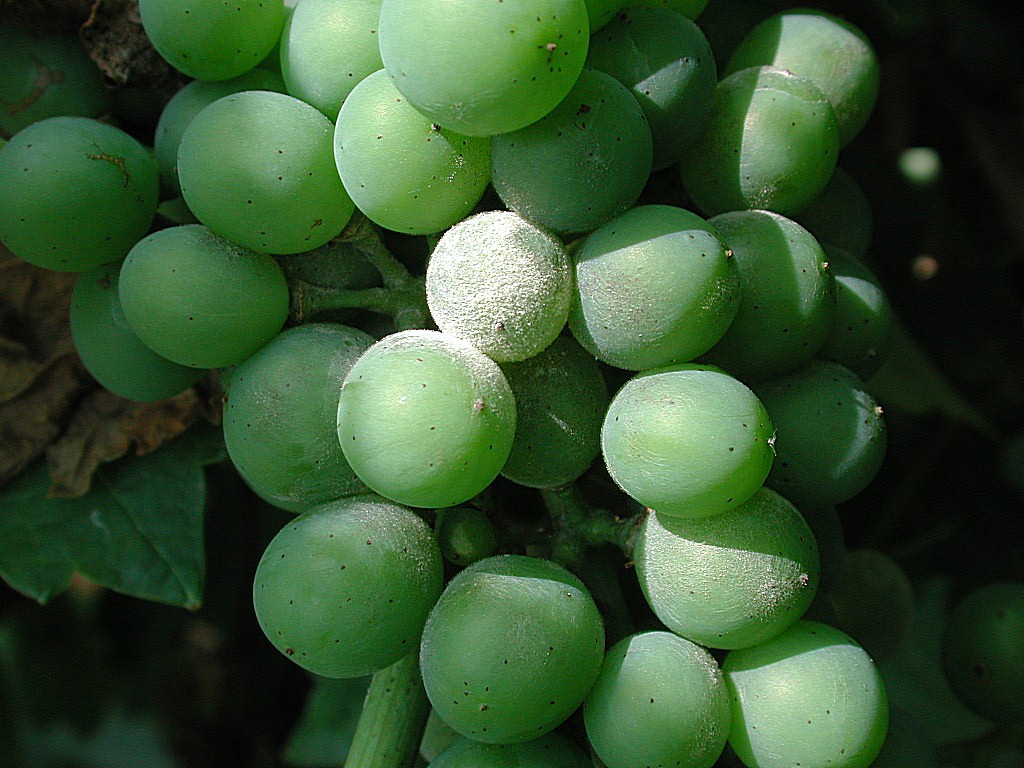
Echter Mehltau an einer Weinrebe

Weiterverbreitete Pilzkrankheiten im Weinbau sind der Falsche Mehltau (Peronospora), der Echte Mehltau (Oidium) und der Grauschimmel (Botrytis).
Der Falsche Mehltau greift vor allem stark das Laub an, sodass die Blätter der Weinrebe vorzeitig abgeworfen werden. Dies zieht besonders die Fotosynthese in Mitleidenschaft und schränkt die Fruchtzuckerkonzentration der Traube ein. Des Weiteren wird die Zusammensetzung der Reservestoffe des Wurzelstocks verändert. Der Falsche Mehltau wird mit Präparaten aus Kupferoxidchlorid bekämpft.
Der Echte Mehltau kann Blattwerk und Trauben besiedeln, Ernteverlust hervorrufen und ebenfalls die Qualität mindern. Nicht alle Rebsorten verhalten sich gegenüber diesem Pilz gleich. Einige, wie Carignan, sind dem Pilz gegenüber sehr anfällig. Andere, wie Syrah oder Pinot noir, sind es weniger. Sind sie einmal befallen, so wird es sehr schwer, den Pilz zu bekämpfen. Die ideale Lösung bietet sich im Wesentlichen durch die Anwendwung von schwefelhaltigen Präparaten.
Bei den organischen Substanzen zur Pilzbekämpfung unterscheidet man zwischen drei Gruppen: Produkte, die durch Kontakt nur die Organe, auf denen sie sich befinden, schützen (Kontaktfungizide); Produkte, die in die behandelten Organe eindringen und eine Angriff vom Pflanzeninneren stoppen können (lokosystemische Mittel); und solche, die sich fast in der gesamten Rebe ausbreiten (vollsystemische Mittel).
Der Grauschimmel beeinträchtigt die Qualität und auch die Quantität der Ernte. Die beste Methode zur Bekämpfung besteht im vorbeugenten Maßnahmen, die die Vitalität des Rebstocks fördern und für eine gute Durchlüftung der Laubwand sorgen. Dies erfordert neben der Verringerung der Stickstoffzufuhr über den Boden eine luftige, weiträumige Erziehung und gleichzeitige Laubarbeiten (Entfernung der zweiten Ranke, Auslichten der Blätter).

## Schadtiere

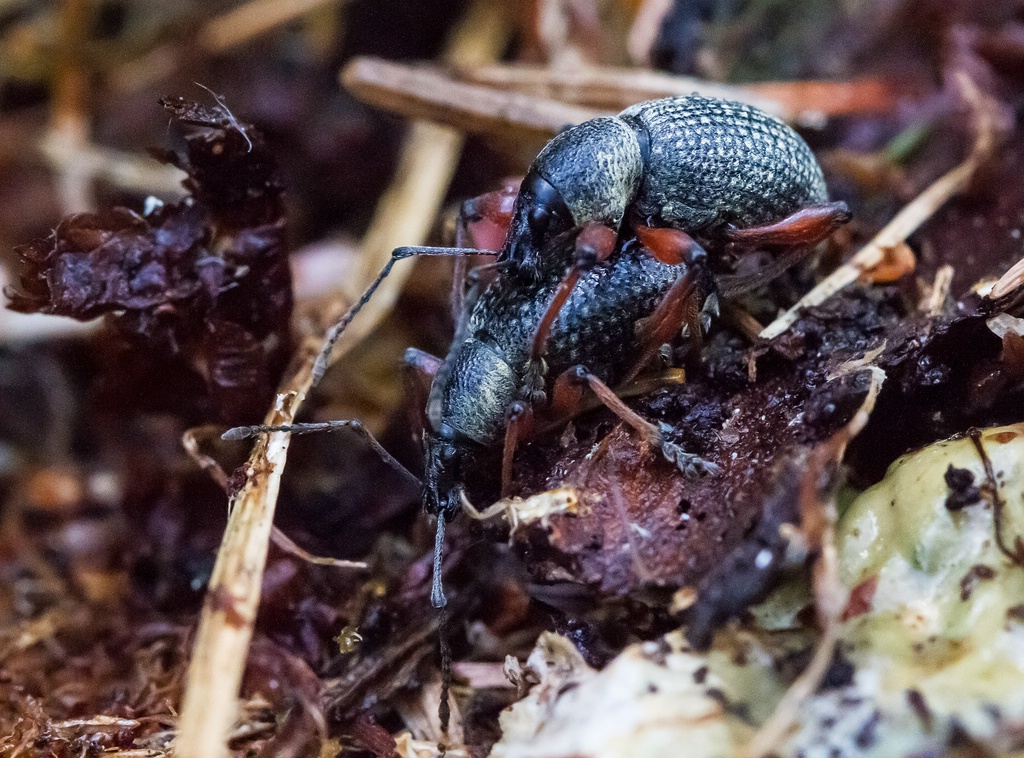
Dickmaulrüssler

Unter den Schadtieren sind besonders die beiden Traubenwickler-Arten, der Einbindige Traubenwickler (Eupoecilia ambiguella) und der Bekreuzte Traubenwickler (Lobesia botrana), von Bedeutung. Sie bilden zwei bis drei Generation in einem Sommer und schädigen in ihren unterschiedlichen Larvenstadien die Knospen, die Blütenanlagen, sowie die heranreifenden Beeren.
Die Mittel zur Bekämpfung müssen dem Entwicklungsstadium des Traubenwicklers entsprechenden ausgewählt werden und zum richtigen Zeitpunkt eingesetzt werden. Je weniger schädlich die Produkte für die Umwelt sind, umso genauer muss ein optimaler Bekämpfungstermin ermittelt werden.

### Übersicht Schadtiere im Weinberg

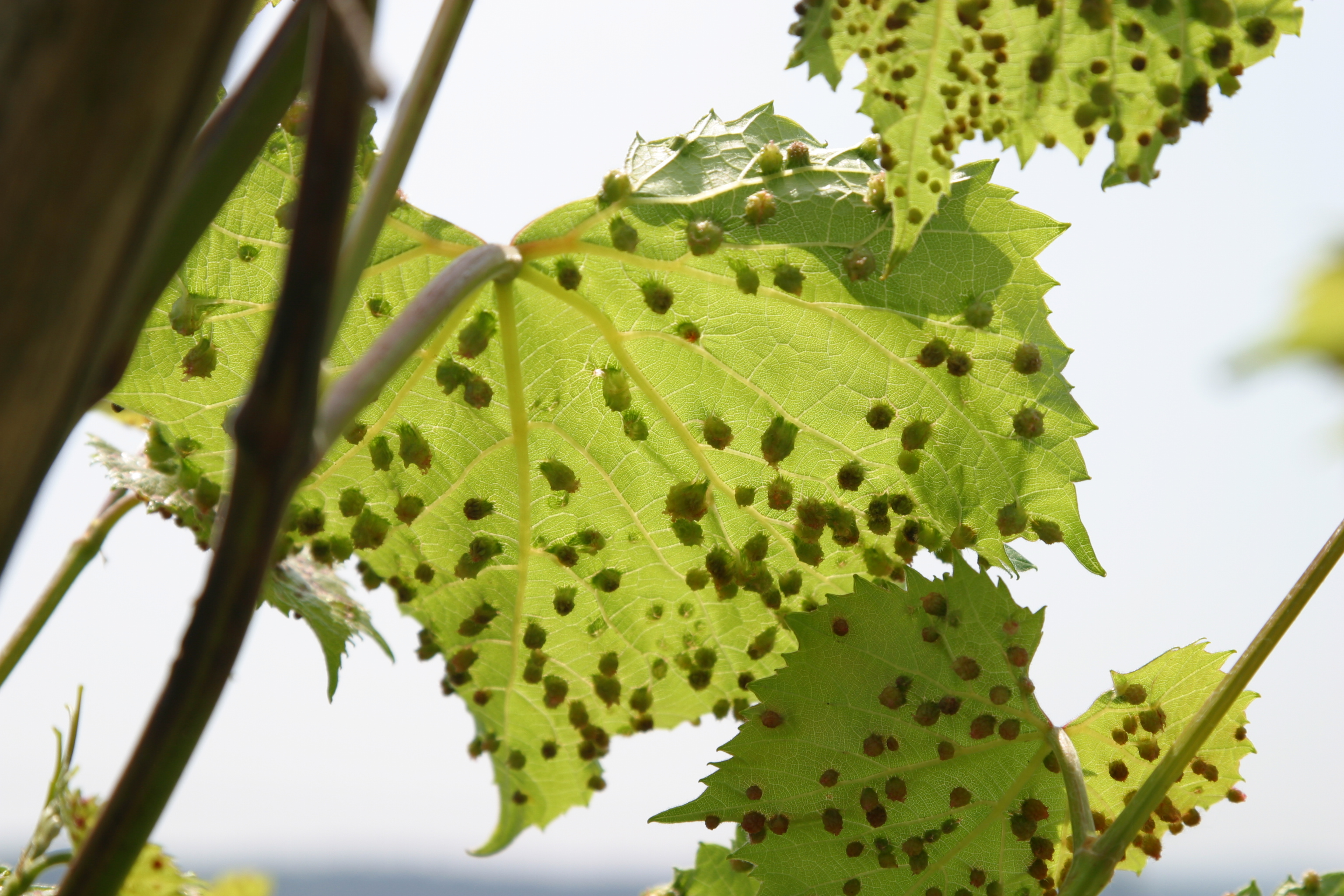
Die Larven der Reblaus

- Traubenwickler in seinen Entwicklungsstadien
- Rebzikaden
- Rhombenspanner
- Dickmaulrüssler
- Reblaus
- Japankäfer[2]